# روجر هيكمان
روجر هيكمان (بالإنجليزية: Roger Hickman)‏ هو متسابق يخت أسترالي، ولد في 1954 في تاسمانيا في أستراليا، وتوفي في 2 مارس 2016 في سيدني في أستراليا.